# Andreescu (film)
Andreescu este un film românesc din 1971 regizat de Dumitru Dădârlat.